# Mobitex
Mobitexは、OSIベースのオープン標準であり、無線パケット交換網の規格である。Mobitexは安全性と信頼性が高いことから、欧米では軍、警察、消防、救急といった分野で広く採用された。1980年代初め、スウェーデンの Televerket Radio が開発し、1988年にはエリクソンとTeleverketの合弁企業 Eritel が開発を引き継いだ。同社は後にエリクソンの子会社となっている。Mobitex がスウェーデンで運用開始されたのは1986年である。
1990年代中ごろ、Mobitexを使用した双方向無線呼び出しサービスが開始され、一般消費者が利用できるようになった。これは常に使える無線ネットワークとしては世界初で、これを使った無線によるプッシュ型電子メールサービスが登場した（RadioMail、Inter@ctive Paging など）。Research in Motion の BlackBerryの最初の機種や、Palm III などのPDAでも Mobitex を通信手段として採用していた。アメリカ同時多発テロ事件やハリケーン・カトリーナに代表される2005年のハリケーンでの救助活動で、Mobitexはその信頼性の高さを証明し、大いに役立った。
Mobitex はパケット通信であり、ナローバンドで、データのみの技術である。特に短いバーストデータに適している。Mobitex のチャネルは12.5kHzの帯域である。北米では900MHzで運用されており、ヨーロッパでは400から450MHzで運用されている。変調方式はGMSKで、通信プロトコルにはSlotted ALOHAを使い、8000bit/s の転送速度である。ただし、ユーザーから見た実際のスループットはその約半分である。
このネットワークは北米では初の無線データ通信サービスだった。加入者サービスとしては、カーボンコピー（複数受信者）機能付き電子メッセージ送信機能と任意の無線端末や固定端末にログオンしてメールボックス内のメッセージを受け取る機能があった。
Mobitexは5大陸で30以上のネットワークが運用されている。カナダでは、1990年にロジャース (Rogers Cantel)、1991年には RAM Mobile Data が運用を開始した。しかし2005年現在、アメリカとカナダ以外のネットワークは低調である。ヨーロッパではGSMに押されてほとんど消滅しかかっている。ただし、オランダ、ベルギー、ルクセンブルクのMobitexネットワークは比較的好調である。
北米では様々な名称でマーケティングされており、RAM Mobile Data、BellSouth Wireless Data、Cingular Interactive、Cingular Wireless、Velocita Wireless、Rogers Wireless（カナダ）などがある。
イギリスでは RAM Mobile Data の名で運用されていたが、一部は Transcom と名を変え、2001年にBTに買収された。イギリスでの最大のユーザーはロードサービス業者で、故障情報のほとんどがMobitexをベースにしたゲートウェイソフトウェア Turbo Dispatch を使って送信されている。
イギリスでは、自動車団体が協力してフォーマットの標準化を図った。これにより、約800の契約自動車修理工場で大きな節約になった。規格を保守している Turbo Dispatch Standards Group は、年間2000万件の自動車故障/修理の情報が Turbo Dispatch で転送されていると見積もっている。
Mobitex は "Mobitex Technology" として全世界でマーケティングされている。